# Eric Ragnor Sventenius
Eric Ragnor Sventenius, (Eric Ragnor Svensson Sventenius, Skirö, Suecia, 10 de octubre de 1910 - Gran Canaria, 1973) fue un botánico sueco .

## Biografía

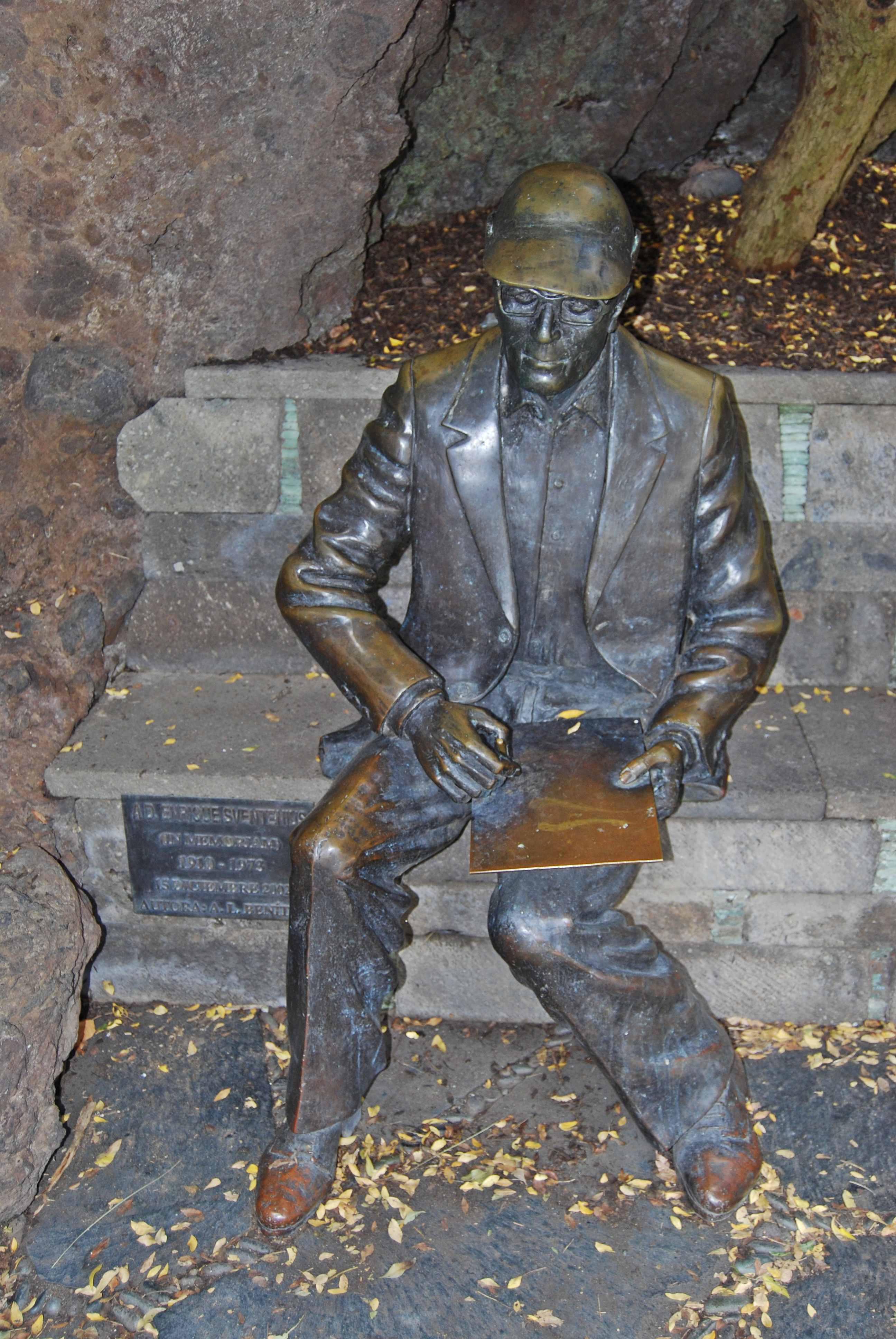
Estatua de Erik Ragnar Svensson en el Jardín Botánico Canario Viera y Clavijo, obra de Ana Luisa Benítez.

Erik Ragnar Svensson nació el 10 de octubre de 1910, siendo hijo de Sven Alfred Svensson en un pequeño pueblo del sur de Suecia, Skirö, del municipio de Vetlanda de la provincia Jönköpings.
Se educó en sus primeros años en Suecia, formándose profesionalmente como botánico en diversas universidades europeas. En Barcelona continuó su aprendizaje en el Jardín Botánico Marimurtra de Blanes que en 1920 había fundado el alemán Karl Faust convirtiéndose en el jardín botánico más importante de Cataluña. A su paso por Barcelona, hace amistad con el abad de Montserrat, gran aficionado a la Botánica como él.
En 1931, Eric Sventenius se traslada a las Islas Canarias. En 1937 se traslada a Teyá (Barcelona) donde se hace cargo de la Colonia Sueco-Catalana, ejerciendo el cargo de Superintendente, hizo una labor muy estimable en la educación de los niños evacuados a ese pueblo procedentes de zona en conflicto debido a la guerra, así como a los niños del citado pueblo, con los niños, organizó varias excursiones a Blanes para mostrarles tan paradisíacos jardines. El Ayuntamiento de Teià, por los méritos propios de su persona y la buena labor con los niños en tiempos tan difíciles, le dedicó una calle rotulándose con su nombre. En 1952 trabaja para el Jardín Botánico de la isla de Tenerife (Jardín de Aclimatación de la Orotava), en un puesto especial dependiente del Ministerio de Agricultura. Durante todo el tiempo que Sventenius estuvo en las islas fue un investigador incansable recorriéndose cada palmo de las islas buscando nuevas especies de la rica flora canaria aún no clasificadas, desempolvando los estudios de otros botánicos que en épocas anteriores, habían hecho trabajos sobre la flora canaria y estaban olvidados, acogiendo a equipos de científicos de todo el mundo que a su llamada acudían con laboratorios portátiles completos para el estudio de la flora canaria.
Pero la gran idea de toda su vida fue la de crear un Jardín Botánico de flora canaria, continuando la labor que hacia dos siglos había iniciado el gran José Viera y Clavijo. Había que recopilar toda la riqueza botánica de las islas en un solo lugar. Exponerla tal y como está en la Naturaleza, evitando en lo más posible cualquier artificio. Los terrenos para su deseado Jardín Canario en Tenerife no terminan nunca de comprarlos. En esos momentos un grupo de representantes del Cabildo Insular de Gran Canaria se enteran de la situación, y tomando conciencia de la gran idea de Sventenius, se envía a un representante que toma contacto con el botánico percatándose de su gran categoría moral, humana y profesional.
Acude Eric Sventenius a Gran Canaria y acepta el encargo de crear el Jardín Canario en la isla de Gran Canaria. Después de un tiempo de búsqueda del emplazamiento más idóneo se decide instalarlo cerca de la capital al lado de la carretera que la une a Tafira.
Empieza manos a la obra Sventenius instala su oficina en una cueva del terreno, estando al frente de todo, del trazado de los senderos, de la elección de las piedras en las canteras, para los edificios y los bancos, de los especímenes que se tienen que plantar, en suma del más mínimo detalle. De este modo el Jardín Botánico Viera y Clavijo fundado en 1952, puede abrir sus puertas al público al cabo de unos años en 1959. Durante este tiempo y hasta su muerte en accidente de tráfico cerca del jardín en 1973, Sventenius fue el director del jardín botánico, no dejó un momento de seguir investigando en la flora canaria y de ser un asiduo colaborador botánico de la universidad.
La especie Descurainia artemisioides Eric R. Sventenius, descrita por este autor.

## Muerte
Eric Sventenius estaba esperando a su novia. Habían quedado en que viniese a recogerle. Sventenius andaba despistado, y se colocó en medio de la carretera. De repente vino un coche, que no lo vio, y lo atropelló.
Su tumba, se halla en el Jardín Botánico Canario "Viera y Clavijo", justo al lado de una roca en la que solía sentarse a meditar, relajarse y escuchar a los pájaros. Se dice que su espíritu vaga por el Jardín esperando a su prometida y que a veces se le escucha decir María o hacer otros sonidos imitando a los pájaros.

## Literatura

### Escritos sobre Sventenius
- G. Kunkel: In memoriam Eric R.S. Sventenius, 1910-1973, in: Cuadernos de botánica canaria; 18/19, p.1-4, 1973.
- Antonio G. González: La botánica, Sventenius y yo, La Laguna: Centro de la Cultura Popular Canaria, 2001, ISBN 84-7926-326-1
- Alfonso Luezas Hernández u.a.: Jardín Botánico Canario "Viera y Clavijo". Guía del Jardín Botánico Canario Viera y Clavijo, Madrid: Rueda, D.L. 1997

### Obras
- Gerhard Benl, Eric R. Sventenius: Beiträge zur Kenntnis der Pteridophyten-Vegetation und-Flora in der Kanarischen Westprovinz (Tenerife, La Palma, Gomera, Hierro) (aus: Nova Hedwigia 20, pp. 413-462, 1970), Lehre: Cramer Vlg. 1970
- E. R. Sventenius et D. Bramwell: Acta phytotaxonomica Barcinonensia; Vol. 7; Heywoodiella genus novum, NBarcelona: Dep. de Botánica, Fac. de Ciencias, Univ. Autónoma, 1971
- G. Kunkel y Sventenius: Los Tiles de Moya. Enumeración florística y datos sobre el futuro parque natural, (Cuadernos de Botánica Canaria, 14/15: 71-89), Las Palmas de Gran Canaria, 1972
- Ericus R. Sventenius: Additamentum ad floram Canariensem, Matriti: Agronomiarum investigationem nationale hispanicum Inst. (Instituto nacional de investigaciones agronómicas), 1960
- Plantae macaronesiensis novae vel minus cognitae, in: Index Seminum Horti Acclimatationis Plantarum Arautapensi, 1968
- Ericus R. Sventenius, Instituto Nacional de Investigaciones Agrarias, Centro de las Islas Canarias (Hrsg.): Notas sobre la flora de las Cañadas de Tenerife, (Cuaderno/INIA; 78), p. 149-171, Madrid: Instituto Nacional de Investigaciones Agrarias, Centro de las Islas Canarias, 1946
- Ericus R. Sventenius, Instituto Nacional de Investigaciones Agrarias (España) (Hrsg.): Contribución al conocimiento de la flora canaria,(Cuaderno/INIA; 79), p. 176-194, Madrid: Instituto Nacional de Investigaciones Agrarias, Centro de las Islas Canarias, 1946
- Ericus R. Sventenius, Instituto Nacional de Investigaciones Agrarias, Centro de las Islas Canarias (Hrsg.): Plantas nuevas o poco conocidas de Tenerife, (Cuaderno/INIA; 111), p. 22-33, Madrid: Instituto Nacional de Investigaciones Agrarias, Centro de las Islas Canarias, 1949
- Ericus R. Sventenius, Instituto Nacional de Investigaciones Agrarias, Centro de las Islas Canarias (Hrsg.): Specilegium canariense III, (Cuaderno/INIA; 125), Madrid: Instituto Nacional de Investigaciones Agrarias, Centro de las Islas Canarias, 1950
- "Additamentum ad Floram Canariensem" Svensson Sventenius, Eric R. 1960.

- La abreviatura «Svent.» se emplea para indicar a Eric Ragnor Sventenius como autoridad en la descripción y clasificación científica de los vegetales.[1]